# 国立病院機構大阪刀根山医療センター
独立行政法人国立病院機構大阪刀根山医療センター（どくりつぎょうせいほうじん こくりつびょういんきこうおおさかとねやまいりょうセンター）は、大阪府豊中市に所在する医療機関・病院。独立行政法人国立病院機構が運営する、政策医療分野における呼吸器疾患、神経・筋疾患の専門医療施設である。
日本初の公立結核療養所として大阪市によって開設され、開設当初から併設されている結核研究施設（現在の大阪公立大学医学部附属刀根山結核研究所）は日本結核病学会の設立にも関わっており、結核治療という分野に関していえば日本国内で最古の歴史を持つと言える。

## 沿革
（特記を除く出典）
- 1917年9月1日 大阪市立刀根山療養所として開所。
- 1929年4月1日 大阪市立刀根山病院と改称。
- 1943年4月1日 日本医療団へ移管。
- 1947年4月1日 厚生省へ移管。国立療養所刀根山病院となる。
- 1951年4月 併設の結核研究施設を大阪市立医科大学（現・大阪公立大学医学部）附属刀根山結核研究所として分科[3]。
- 1999年3月 呼吸器疾患、神経・筋疾患の専門医療施設となる。
- 2004年4月1日 独立行政法人化により、国立病院機構刀根山病院となる。
- 2008年4月1日 臨床研究部を設置。
- 2019年4月1日 国立病院機構大阪刀根山医療センターと改称。結核病棟を閉棟。

## 診療科
- 内科
- 神経内科
- 呼吸器科
- 循環器科
- 小児神経内科 - 筋ジストロフィーへの対応のみ。
- 外科
- 整形外科
- リウマチ科
- 呼吸器外科
- リハビリテーション科
- 放射線科
- 麻酔科
- 耳鼻咽喉科 - 入院患者治療が対象で、非常勤医師が対応。
- 眼科 - 入院患者治療が対象で、非常勤医師が対応。
- 歯科 - 入院患者治療が対象で、非常勤医師が対応。

## 医療機関の認定
（この節の出典）
| 保険医療機関                                   | 労災保険指定病院                     |
| 生活保護法指定病院                             | 臨床研修病院                         |
| 指定自立支援病院（更生医療）                   | 結核指定病院                         |
| エイズ治療拠点病院                             | 指定自立支援病院（育成医療）         |
| 原子爆弾被害者医療指定病院                     | 特定疾患治療研究事業委託医療機関     |
| 原子爆弾被害者一般疾病医療取扱病院             | 指定療育機関                         |
| 指定小児慢性特定疾病医療機関                   | 指定自立支援医療機関（精神通院医療） |
| 身体障害者福祉法指定医の配置されている医療機関 | 戦傷病者特別援護法指定医療機関       |
| 公害医療機関                                   | 在宅療養後方支援病院                 |

- 第二種感染症指定医療機関[5]
- このほか、各種法令による指定・認定病院であるとともに、各学会の認定施設でもある。

## 事案

### 汚職事件
2024年1月29日、センターが発注する事務用品などの随意契約で業者から現金を受領したとして、センターの元係長が収賄容疑で逮捕された。逮捕容疑は、随意契約の業者選定で便宜を図った見返りに、謝礼として業者から現金70万円を受け取った疑い。捜査関係者によると、同容疑者が有利な取り計らいをしたのは待合用の3人掛けの椅子で、契約金額は約700万円だった。元係長は当時、事務用品の契約に関し、業者を選定する立場だった。
同年2月19日、収賄容疑で元係長が再逮捕された。再逮捕容疑は、センターの物品管理の請負業者に対し、医療用ガウンなどの購入先として贈賄側の業者を指定した。業者側から見返りに現金180万円と腕時計1本（時価50万円相当）を受領した疑い。

## アクセス
- 大阪モノレール・阪急宝塚本線蛍池駅下車、東口から徒歩8分。
- 阪神高速11号池田線下り線大阪空港出入口から約10分。
- 中国自動車道中国豊中ICから約10分。
- 国道176号蛍池交差点付近に位置する。